# Osvaldo Morrone
Osvaldo Morrone, född 11 december 1957, död 18 oktober 2011, var en argentinsk biolog, botaniker och professor vid Universidad Nacional de La Plata. Hans forskning var främst inriktad på klassificering av gräs.
Auktorsnamnet Morrone kan användas för Osvaldo Morrone i samband med ett vetenskapligt namn inom botaniken; se Wikipediaartiklar som länkar till auktorsnamnet.